# Храпек, Каролина
Каролина Храпек (пол. Karolina Chrapek; род. 18 января 1990 года, Вюрцбург, Германия) — польская горнолыжница, участница зимних Олимпийских игр 2014 года, пятикратный призёр зимних Универсиад.

## Спортивная биография
Каролина Храпек дважды принимала участие в чемпионатах мира среди юниоров. Лучшим результатом на мировых молодёжных первенствах для неё стало 33-е место, завоёванное в супергиганте в 2010 году. На соревнованиях под эгидой FIS Каролина начала выступать с 2006 года. С ноября 2009 года польская горнолыжница стала выступать в Кубке Европы, но лишь несколько раз за всё время выступлений ей удалось попасть в двадцатку сильнейших. В 2011 году Марина приняла участие в зимней Универсиаде, где ей удалось завоевать сразу две медали: в супергиганте она стала второй, а в гигантском слаломе завоевала бронзу. Почти аналогично польская спортсменка выступила спустя два года на Универсиаде в итальянском Трентино. Каролина вновь стала обладательницей двух медалей, причём в супергиганте Храпек снова взяла серебро, а бронзовую медаль на этот раз она завоевала в скоростном спуске. На этапах Кубка мира Храпек впервые выступила 28 декабря 2009 года в австрийском городе Линц, где польская спортсменка выступила в гигантском слаломе. В 2011 году молодая спортсменка дебютировала на чемпионате мира. Лучшим результатом на мировом первенстве для Каролины стало 20-е место в суперкомбинации.
В 2014 году Каролина Храпек выступила на зимних Олимпийских играх в Сочи. Польская горнолыжница выступила во всех дисциплинах. Наилучшего для себя результата Каролина добилась в суперкомбинации, показав по итогам двух спусков 17-й результат. В скоростном спуске Храпек показала 33-е время, отстав от победительницы словенки Тины Мазе чуть более, чем на 5 секунд. В гигантском слаломе Каролине не удалось показать хорошее время, в результате чего она не смогла попасть в тридцатку сильнейших, а в слаломе и в супергиганте ей и вовсе не удалось завершить даже первую попытку.
Завершила карьеру в 2015 году.

## Результаты

### Олимпийские игры
| Олимпийские игры | Скоростной спуск | Супергигант | Гигантский слалом | Слалом | Комбинация |
| ---------------- | ---------------- | ----------- | ----------------- | ------ | ---------- |
| 2014 Сочи        | 33               | DNF1        | 33                | DNF1   | 17         |

### Чемпионат мира
| Чемпионат мира           | Скоростной спуск | Супергигант | Гигантский слалом | Слалом | Комбинация |
| ------------------------ | ---------------- | ----------- | ----------------- | ------ | ---------- |
| 2011 Гармиш-Партенкирхен | —                | 34          | DNF1              | 33     | 20         |
| 2013 Шладминг            | —                | DNS1        | DNF2              | —      | 27         |